# 波野村 (熊本県)
波野村（なみのそん）は、熊本県の東部にあった村で、阿蘇郡に属していた。
2005年（平成17年）2月11日、一の宮町、阿蘇町と合併して阿蘇市となった。

## 地理
熊本県の東端部・九州の中央部に位置しており、東側は大分県と県境を成す。村域のほぼ全域が阿蘇山の外輪山上に位置しており、村域南西端には阿蘇五岳のうち最も東側にあたる根子岳があり、南東部には荻岳 (843m) がある。村域東側が中心部で、村域の標高は中心部でも500m以上に及ぶ。
阿蘇市の発足により、従来の地域名の上に「波野」を冠した地域名に改められた（例・阿蘇市波野大字○○）。

## 歴史
- 1889年（明治22年）4月1日 - 町村制施行により、阿蘇郡赤仁田村、小園村、小地野村、新波野村、滝水村、中江村、波野村の区域をもって成立。
- 1990年（平成2年）
  - 5月 - 日本シャンバラ化計画を推めていたオウム真理教が、早川紀代秀のダミー会社を通じて土地を取得。教団は「シャンバラ精舎」建立を目指して進出を開始、村は住民票不受理で対抗し激しい対立が起きる。目的のひとつは武装化拠点の確保であり、購入したばかりの施設で生物化学兵器を研究していた[1]。
  - 10月22日 - オウム真理教国土利用計画法違反事件による熊本県警の強制捜査。オウムは逮捕者を出したものの兵器密造は発覚せず、罪の無い教団に対する宗教弾圧として批判した。
- 1994年（平成6年）8月 - 土地の明け渡しに関して、オウムが数千万円で取得した土地を村が9億2000万円で買い取ることで和解[2]。
- 2005年（平成17年）2月11日 - 阿蘇郡一の宮町、阿蘇町と新設合併し、阿蘇市が発足。同日波野村廃止。

## 教育
- 波野村立波野小学校
- 波野村立波野中学校

## 交通
最寄り空港は熊本空港。

### 鉄道
- 九州旅客鉄道（JR九州）
  - 豊肥本線
    - 滝水駅 - 波野駅

### 道路

#### 一般国道
- 国道57号
  - 道の駅波野

#### 県道
主要地方道
- 熊本県道41号高森波野線